# 역옹패설
《역옹패설》(櫟翁稗說)은 1342년(충혜왕 복위 3년) 역옹(櫟翁) 이제현이 저술한 시화집(詩話集)이다. 서문에 밝혀 둔 저자의 뜻에 따라 책명을 ‘낙옹비설’로 읽어야 한다는 주장이 있으며, ‘늑옹패설’이라고 읽는 이도 있으나, 현재 ‘역옹패설’로 읽는 것이 보편적으로 통용되고 있다. 체제는 전집·후집으로 나누어 각 집이 다시 1·2권으로 되어 있어, 전체 4권이다. 이인로의 《파한집(破閑集)》, 최자의 《보한집(補閑集)》과 아울러 고려시대의 3대 비평문학서로 꼽힌다.
 2015년 12월 31일 대한민국의 보물로 지정 예고를 거쳐, 2016년 2월 22일 보물로 지정되었다.

## 작품소개
《역옹패설》은 이제현이 56세(忠惠王 3년, 1342년)되던 해 은퇴하여 시문(詩文)·사록(史錄)에 걸친 각종의 고사(故事) 등을 만록체(漫錄體)로 엮은 것이다. 현재 전하고 있는 《역옹패설》은 초간본은 아니며, 1814(순조 4년)년 후손들에 의하여 간행된 《익재난고(益齋亂藁)》에 수록된 것이다. 목판본 4권 1책이외에 1911년 조선고서간행회(朝鮮古書刊行會)에서 활자·양장본으로 출판된 바 있고, 1913년 일본 동경에서 영인되기도 하였다. 규장각도서에 있다.
《역옹패설》은 전2권, 후2권으로 나뉘어 있고 전집과 후집에 각각 간단한 자서(自序)가 있다. 전집 서에서는 책 제목에 대한 해석을 하였고, 후집 서에서는 시문(詩文)에 관한 설화를 다룬 것을 밝히고 있다. 전집 2권에는 고려 왕실의 조종(祖宗) 세계(世系)부터 학사(學士)·대부(大夫)들의 언행 등 역사·인물일화(人物逸話)·골계(滑稽)가 실려 있다. 후집은 시화(詩話)인데, 제1권은 대체로 중국의 것을, 제2권은 고려의 시인 또는 그들의 시에 관한 것을 주로 다루었다.

## 내용
① 고려가 몽골, 즉 원으로부터 치욕을 당한 것에 대해 반성하는 한 방법으로 부당한 사대주의에 저항하고 있다. 전집 권1에서 조정의 중신이 몽골어를 능숙히 구사할 줄 아는 역관 출신이라 해도 공식석상인 합좌소(合坐所)에서 역관의 통역도 없이 직접 몽골어로 원의 사신과 대화해서는 안 된다고 주장한다. 이는 민족자존의 필요성을 깨닫고 있었던 그의 주체적 자세를 반영한 것이다.
② 전통성, 즉 민심의 기반이 없는 위조(僞朝)에서의 영화로운 생활을 비판하고 있다. 이는 이 책에서 삼별초(三別抄) 정권을 부정적 입장으로 보아 위조라고 생각한 것에 기인한 것으로 이제현은 정문감(鄭文鑑)이 삼별초 정부에서 승선이 되어 국정을 맡게 되자, 위조에서의 부귀보다 죽음으로써 몸을 깨끗이 지키고자 하였던 행위를 마땅한 일이라 생각한 것이다.
③ 무신정권의 전횡을 폭로하고 그 폐단을 고발하고 있다. 이제현은 오언절구와 시를 인용하여 주먹바람(拳風), 즉 무신의 완력이 조정을 장악하는 공포정치에 대하여 부정적인 시각을 나타낸다. 이제현은 예전에는 국한의 문물이 중국에 필적할 만큼 융성하였으나 근래에 산중에 가서 장구(章句)나 익히는 조충전각(雕蟲篆刻: 수식을 일삼는 것)의 무리가 많은 반면 경명행수(經明行修: 경전공부와 심신수련)를 하는 사람의 수요가 적게 된 이유를 바로 무신의 난에서 찾고 있다. 곧 학자들이 거의 다 무신의 난이 일어나자 생명의 보존을 위하여 깊은 산으로 찾아들어 중이 되는 이가 많았다. 그래서 문풍(文風)이 진작되는 시점에 오게 되어도 학생들이 글을 배울 만한 스승이 없어 도피한 학자였던 중들을 찾아 산 속으로 들어가게 되었다는 것이다. 이 같은 지적은 무신집권기가 초래한 반문화적 폐해를 단적으로 밝히고 있는 예이다.
④ 이 책에는 고려 말기 문학론에 있어서 용사론(用事論)과 신의론(新意論)의 현황을 알려주는 좋은 자료가 포함되어 있다. 이제현은 한유(韓愈)·이백(李白) 등의 당대(唐代) 시인들을 비롯한 유명한 중국 문인들의 시를 거론하기도 하고 정지상(鄭知常)을 비롯한 한국 시인들도 거의 망라해서 그들의 시에 대한 평을 하고 있다. 그러나 그는 극단적인 배척이나 악평은 삼갔다. 용사에 있어서는 이치에 맞지 않는 단어의 사용은 권장할 만한 것이 못 된다고 생각하였다. 그래서 지명의 사용도 실제정황과 일치하지 못할 경우에는 호된 비판을 가하였다. 이러한 그의 비평태도는 시어의 현실성을 강조하였다는 측면에서 특기할 만한 것이다.
《역옹패설》은 저자가 스스로 ‘박잡한 글로 열매 없는 피 같은 잡물’이라 말하였지만 실제 후대인들에게 작자 당대의 현실과 문학에 대한 귀중한 자료를 남겨준 요긴한 책이다. 또한 《파한집》이나 《보한집》의 성격을 계승하였으면서도 그 외의 다양한 특징들을 포함하고 있어 흥미롭다.

## 해설
통유의 첫 번째 상, 이제현(李齊賢)
조선 전기의 사대부들이 지향했던 문학과 정치, 철학에 통한 선비, 통유(通儒). 고려를 대표하는 지성 이제현은 가히 통유라 할 만하여 이색(李穡)은 “도덕의 으뜸이며 문장의 본원”이라고 기리기도 했다. 이색의 영향을 받았던 이들은 모두 자신들의 학풍이 이색을 거친 이제현의 학풍에서 연원한다고 생각했다. 이제현에 대한 존숭 역시 이들과 함께 지속되었다. 그가 우리 문학사에 기여한 업적은 고문 창도(古文唱導)와 악부 제작(樂府製作)이라는 말로 요약할 수 있다. ≪역옹패설≫의 곳곳에서 그는 한유(韓愈), 유종원(柳宗元), 구양수(歐陽脩) 등 당송(唐宋)시대의 문인들을 존숭하고 본받을 것을 말하고 있다. 그의 산문은 간결하고 소박하면서도 주제를 명료하게 전달하고 있어서 읽고 이해하기 쉬운데 이는 고문 학습의 결과로 보인다. 또한 그는 ＜무산일단운(巫山一段雲)＞이라는 장단구의 악부를 지었고, ＜소악부(小樂府)＞에 우리 민요를 악부 형식으로 옮겨놓기도 했다.
종합적 성격의 문헌, ≪역옹패설≫
시에 관한 이야기, 역사적 고증에 관한 견해, 경전에 적힌 어구나 사건에 대한 변증뿐만 아니라 작자 자신의 경험이나 주변 인물의 일화도 담긴 ≪역옹패설≫은 저작의 성격이 단일하지 않고 종합적이다. 이런 성격은 후대의 저술가들에게도 큰 영향을 끼쳤다. 특히 서거정(徐居正)의 저술 중에서 ≪동인시화(東人詩話)≫, ≪태평한화골계전(太平閑話滑稽傳)≫, ≪필원잡기(筆苑雜記)≫ 등 세 편은 모두 이제현의 ≪역옹패설≫을 염두에 둔 저작이라고 해도 과언이 아니다. 분립적인 저술의 모본이 되었건, 종합적 저술의 비조가 되었건 ≪역옹패설≫은 뒤로 이러한 유형의 소재와 글쓰기의 모범이 된다.
올바른 인사(人士)가 걸어야 할 진리
복잡한 정치적 상황 속에서 이제현은 정치 일선에서 물러나 칩거하며 ≪역옹패설≫을 저술한다. 덕분에 이 책을 통해 잡다한 경사 고증(經史考證)과 사실 핵론(事實劾論), 문예 비평(文藝批評) 등 이제현의 박학다식을 볼 수 있지만, 또한 올바른 인사(人士)가 걸어야 할 마땅한 진리의 길에 대한 그의 고민과 확신을 여러 군데에서 찾아볼 수 있다. 한편 그는 고려가 원 제국의 질서 아래 있다는 것을 받아들인 바탕에서 정치의 가치를 찾고 있다. 동일 문명권 아래 개별 민족이나 국가 공동체의 이질성이 공존하는 시대를 살게 될 우리의 한 모델이 될 수 있겠다.

## 보물 지정 사유
역옹패설은 고려시대 말기의 대표적인 문신이며 학자인 익재 이제현(益齋 李齊賢, 1287 ～ 1367)의 시문평론집으로 4권 1책본이다. 처음 간행된 것은 저자 생존시기인 공민왕 12(1363)년에, 그의 삼자 이창로(李彰路)와 장손 이보림(李寶林)이 편집하여 경주에서 간행한 것으로 알려져 있으나 이 초간본은 전하지 않는다.
본 계명대 소장본은 조선시대에 처음 간행된 것으로, 세종의 명에 따라 1432년에 원주에서 판각한 목판에서 인출한 목판본이다.
이 판본의 특징은 판각 후 초기에 인출한 것인 듯 본문의 상태가 매우 선명한 善本이라는 점과 함께, 조선이 개국한 지 40년이 지난 후에 판각한 책임에도 불구하고 고려의 국왕을 높 이기 위한 간자(間字)의 방식이 여전히 시행되고 있다는 점이다. 그 외에 고려본의 문집에서 자주 보이는 바와 같이 같은 자가 반복될 때에 쓰이는 기호인 ‘ 〟’표가 자주 보이는 것도 특징이다.
이러한 특징은 조선전기의 시문의 비평에 대한 연구는 물론 당시의 출판문화와 서지학연구의 귀중한 자료가 된다. 이런 점에서 국가문화재로 지정하여 보존할 가치가 충분한 것으로 판단된다.

## 한국어 번역
- 이제현 지음, 박성규 옮기고 주석을 달음, 《역옹패설》, 보고사, 2012년 11월 23일

## 참고 자료
- 역옹패설 - 국가유산청 국가유산포털